# Couvent des Capucins d'Audierne
Pour les articles homonymes, voir Couvent des Capucins.
Le couvent des Capucins Saint-Nicolas est un ancien couvent de frères mineurs capucins situé à Audierne dans le Finistère. Fondé en 1657 par Vincent du Ménez, ce couvent fut aussi une école d'hydrographie pour les capistes durant un siècle, puis devint une prison, une caserne, un entrepôt. Jadis un lieu qui vit notamment la naissance de la commune d'Audierne, son enclos est de nos jours un endroit protégé et un havre de paix.

## Description

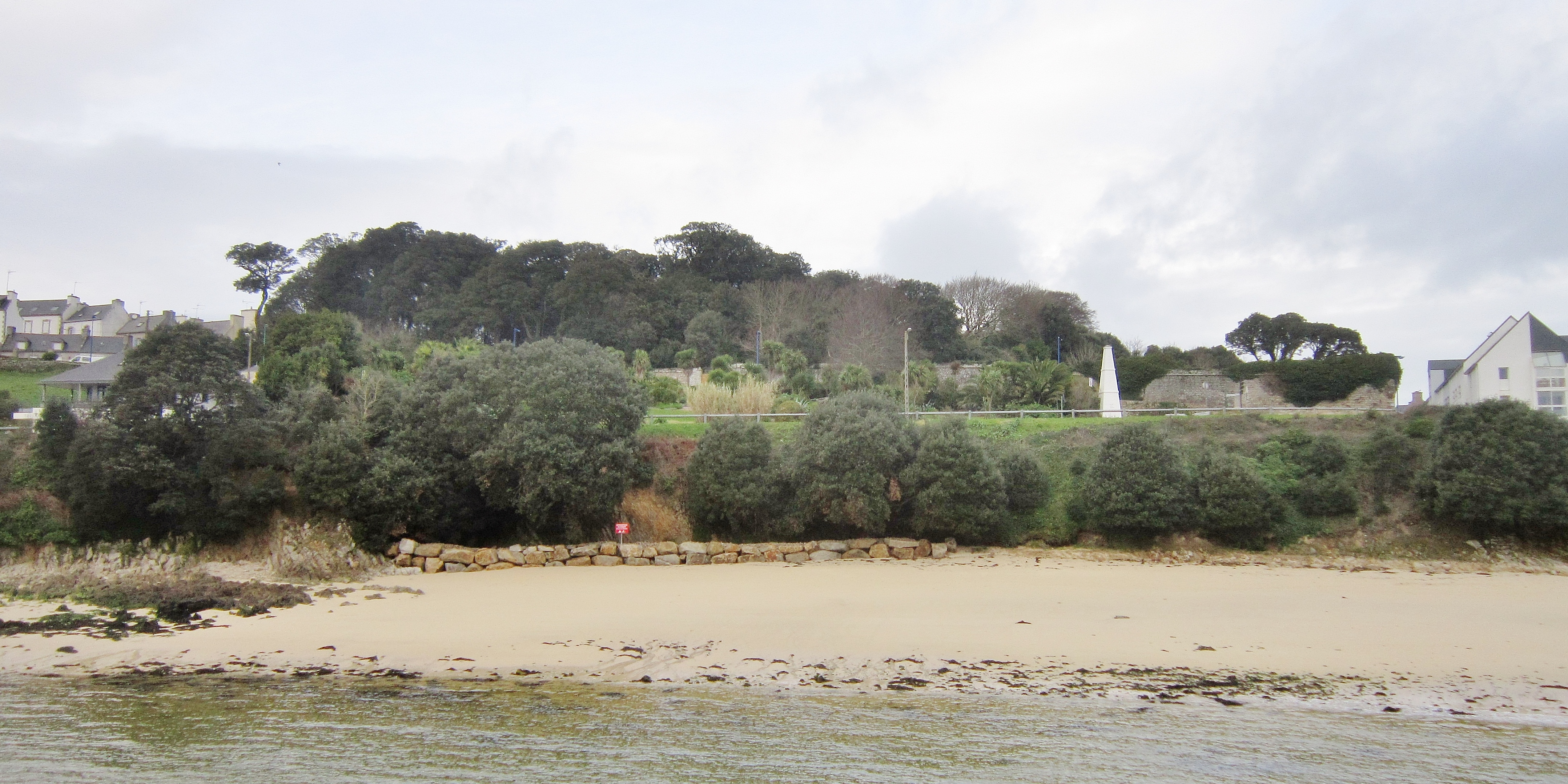
Le site de l'ancien couvent des Capucins dominant l'estuaire du Goyen, vu de la rive gauche de cet estuaire ; l'amer (en blanc sur la photographie) placé à l'entrée du port d'Audierne est visible sur la photographie.

Faisant face à l'entrée du port d'Audierne et à son chenal d'accès, l'enclos des Capucins fut bâti sur un belvédère naturel où dit-on les Audiernais appréciaient s‘y rassembler. Il dresse toujours ses hauts-murs surplombant le vieux môle et la passerelle des Capucins. Ainsi serti, voici un plateau d'à peu près quatre hectares garni d'une allée, d'un bois, de jardins, d'une longue terrasse dominant la mer, et des restes du couvent. Ceux-ci furent construits d'après les modèles des couvents de Capucins avec un cloître cerné de bâtiments en carré et une chapelle sur un des côtés. Situé au milieu de la cour centrale, un grand puits carré permettait jadis de subvenir aux besoins des hommes et animaux et à l'irrigation des jardins, notamment par déclivité grâce à un système de rigoles.

## Histoire
Selon Jacques Cambry, « les quinze cents volumes de la bibliothèque des Capucins d'Audierne offrent les seuls moyens d'instruction du district ». À partir du 11 août 1791, le couvent des Capucins servit de prison « aux prêtres âgés et infirmes n'ayant pu être déportés du château de Brest en Espagne » ; il servit ensuite de caserne pour les soldats du district de Pont-Croix.
François-Marie Delécluse (1748-1810), membre du directoire du district de Pont-Croix, acheta le couvent des Capucins d'Audierne, vendu alors comme bien national, en 1795.